# Ai (Biblia)

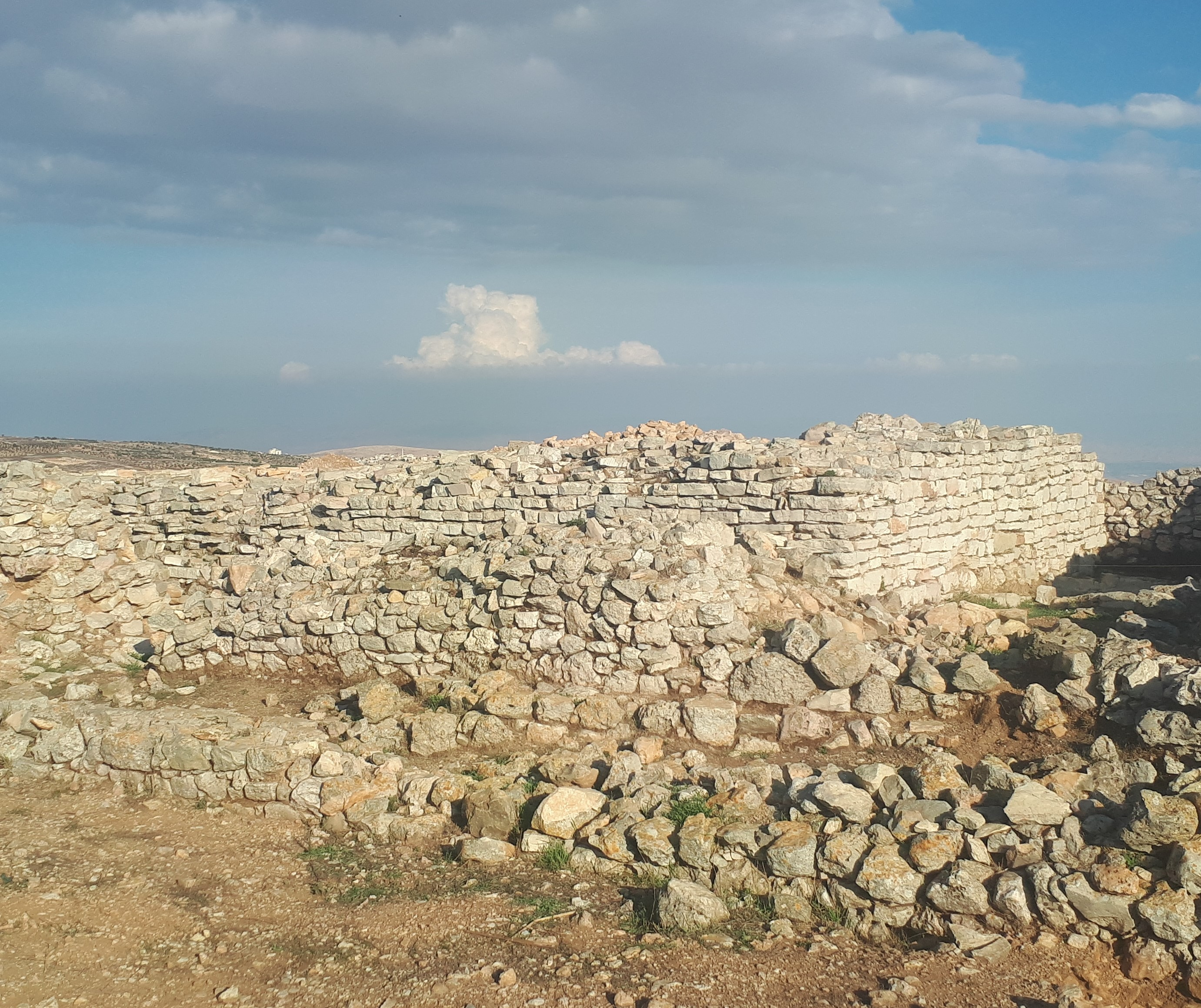
Ruinas de la ciudad de Ai encontradas en Et-Tell

Ai fue un pueblo del Antiguo Israel. Es mencionado en la Biblia en el libro de Josué (capítulos 7 y 8), donde dice que el poblado fue destruido por los israelitas bajo el mando de Josué. Las referencias bíblicas coinciden en posicionar al pueblo de Hai justamente al este de Betel (actual Baytīn), en Cisjordania en el sitio llamado Al-Tall de principios de la Edad del Bronce.
Las excavaciones hechas en Ai entre 1933 y 1935, descubrieron un templo del tercer milenio a. C. Los eventos bíblicos en Ai, son asignados al período entre los años 1400 y 1200 a. C., que es cuando según como las evidencias parecerían indicar, la localidad en realidad no estaría ocupada. Por ello, William F. Albright propuso que en el folclor inicial se pudo haber identificado al pueblo cananeo que se hallaba debajo de Betel, con las ruinas cercanas de Al-Tall. No obstante, recientes investigaciones arqueológicas indican que se han hallado restos arqueológicos datados en la Edad del Bronce Medio y del Bronce Tardío en las proximidades de Al-Tall.